# Emanuel Ramstedt
Kustaa Adrian Emanuel "Manu" Ramstedt, född 17 november 1881 i S:t Marie, Åbo, död 28 september 1960 i Salems församling, Stockholms län, var en finländsk politiker. Han var riksdagsledamot för Finlands socialistiska arbetarparti mellan den 1 maj 1924 och 31 juli 1929.
Ramstedt var son till maskinarbetaren Gustaf Adolf Ramstedt och Edla Mathilda, född Holmberg. I familjen föddes elva barn, inklusive språkforskaren Gustaf John Ramstedt, kuplettsångaren Rafael Ramstedt och författaren Armas Ramstedt. Fram till 1913 arbetade Ramstedt som kopparsmed och sadlade därefter om till jordbrukare. Åren 1924–1929 var han riksdagsledamot för Finlands socialistiska arbetarparti, men flyttade 1930 över till Sverige på grund av Lapporörelsens förföljelser av socialister. I Sverige fortsatte han livnära sig som jordbrukare.